# Ejército ruso (1917)
En marzo de 1917, el Ejército ruso dejó formalmente de ser el Ejército Imperial Ruso cuando el emperador Nicolás II abdicó y el Gobierno provisional se convirtió en la autoridad gobernante. Oficialmente fue un gobierno interino hasta septiembre de 1917, cuando se proclamó la República Rusa.
El Gobierno provisional compartió el poder con el Sóviet de Petrogrado, que emitió la «orden número 1» a la guarnición militar de Petrogrado. Cuando llegó al frente, se malinterpretó que significaba que los soldados ya no tenían que seguir las órdenes de los oficiales y podían elegir a sus propios comandantes. El Sóviet aclaró más tarde que la disciplina militar debía mantenerse, pero la orden fue el comienzo de un declive la en disciplina y la efectividad del ejército a lo largo de 1917. Aun así, el ejército permaneció intacto y la mayoría de las tropas se quedaron en las líneas del frente, con las unidades de retaguardia en el interior de Rusia siendo más afectadas por el sentimiento revolucionario.
La orden número 1 cambió la relación entre el cuerpo de oficiales y los soldados normales, y la cooperación de los comités de soldados elegidos se hizo necesaria para las operaciones del ejército. El ejército ruso todavía era capaz de lanzar una ofensiva en julio de 1917, aunque fue derrotada y revertida a pesar de tener cierto éxito inicial. El Gobierno provisional había prometido continuar con las obligaciones de Rusia con sus aliados occidentales en la Triple Entente. Después del fracaso de la ofensiva, y a pesar de las maquinaciones políticas en Petrogrado, el ejército seguía siendo una fuerza efectiva en el frente, aunque no estaba dispuesta a pasar al ataque.

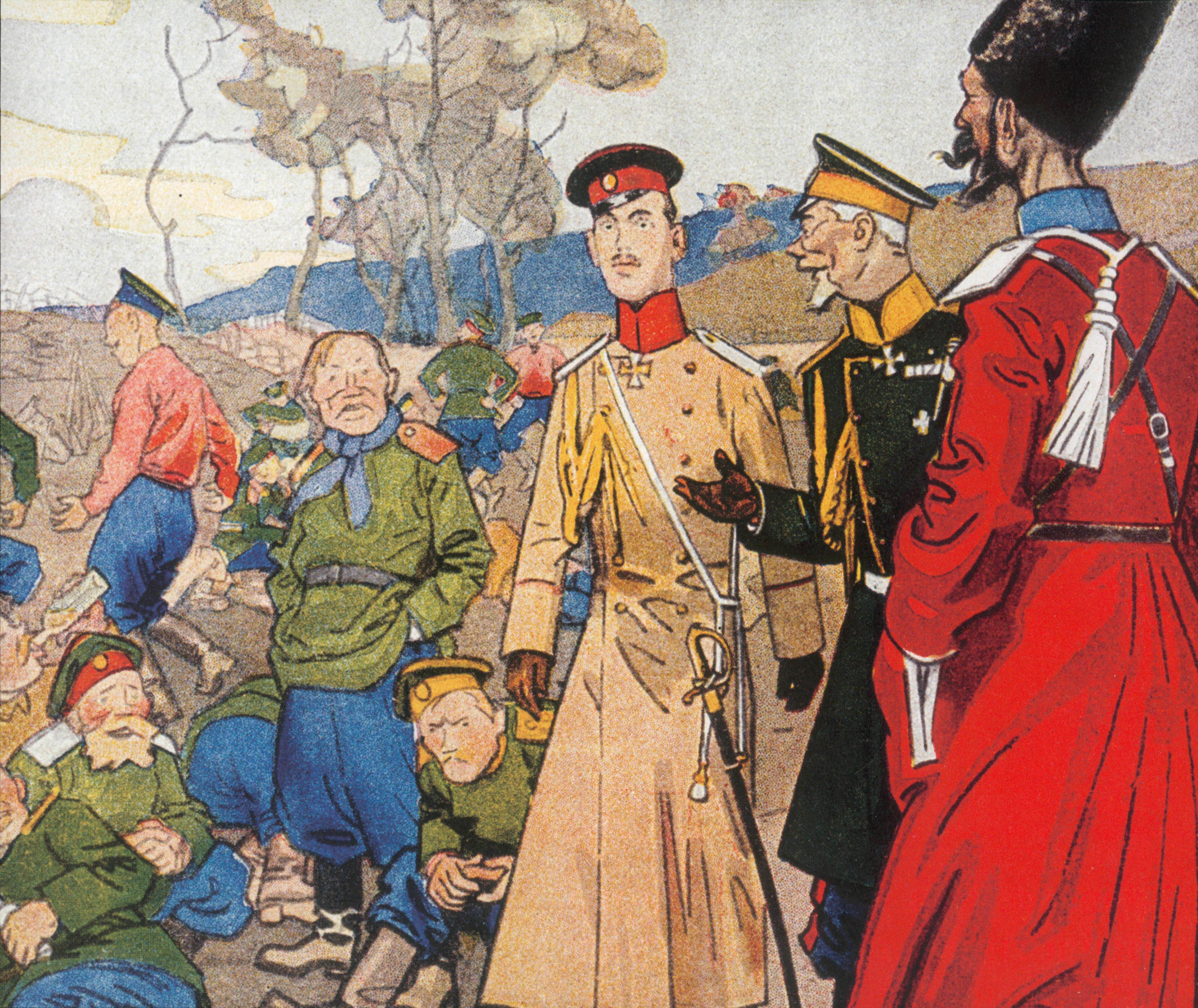
Caricatura alemana de 1917. El título dice: "Estás a salvo, Miguel Románov": ¡hoy el ejército está en huelga!

Los bolcheviques comenzaron a tomar el control del ejército en noviembre de 1917, después de la Revolución de Octubre, y abolieron el cuerpo de oficiales en diciembre de 1917. Esto inició el proceso de desintegración, pero el ejército no dejó de existir en el frente hasta febrero de 1918, cuando las negociaciones entre Alemania y los bolcheviques fracasaron. Los alemanes no comenzaron a transferir divisiones del frente oriental al oeste hasta que los bolcheviques acordaron un armisticio a fines de 1917. Los bolcheviques todavía querían mantener al ejército ruso en el frente mientras se llevaban a cabo las conversaciones con Alemania, y el ejército se desmovilizó formalmente cuando se firmó el Tratado de Brest-Litovsk en marzo de 1918.

## Democratización
La oleada revolucionaria influyó en el Ejército, que se vio arrastrado por los procesos de democratización. Se cuestionó la línea única de mando. La orden número 1 emitida por el Sóviet de Petrogrado instruía a los soldados y marineros a obedecer a sus oficiales y al Gobierno provisional solamente si sus órdenes no contradecían los decretos del Sóviet de Petrogrado. La interpretación de la orden, tanto en su momento como por parte de los historiadores, ha sido motivo de controversia. Si bien muchos académicos coinciden en que la orden alteró gravemente la disciplina del ejército, John Boyd argumentó que, de hecho, la intención de la orden era restaurar la disciplina y establecía claramente que debía aplicarse sólo a las tropas que no estaban en el frente. Si bien la orden no exigía la elección democrática de los oficiales, esta ha sido una interpretación errónea generalizada.